# Атанасий Търновски
Атанасий (на гръцки: Άθανάσιος, Атанасиос) е гръцки духовник, митрополит на Вселенската патриаршия.

## Биография
Атанасий по рождение е грък и произхожда от Кайсери. Служи като велик протосингел на Вселенската патриаршия.
От август 1838 е митрополит на Сярската епархия.
След уволнението на митрополит Неофит Византийски от Търновската епархия в края на юли 1846 година под натиск на българските общини, Патриаршията вместо искания владика българин изпраща на катедрата в Търново Атанасий. Българското население отказва да приеме новия владика. Редица селища изказват недоволство от него, заради събирането на владичината. Габровци настояли да се намали размерът ѝ, но Атанасий отказал. Недоволство имало и в Котел.
Атанасий не успява да спечели на своя страна дори и партията на бившия владика Неофит в Търново. Георги Попсимеонов поддържа връзки с Неофит и уговаря условията за връщането му. Неофит обещава, че ако се върне ще намали владичината, която му се полага, и моли Попсимеонов да съобщи това на селските първенци, които да направят постъпки за връщането му. По съвет на Стефан Богориди Попсимеонов изпраща в Цариград няколко души да преговарят с Патриаршията за връщане на Неофит и да злепоставят Атанасий. От Елена на тази мисия заминава Хаджи Стефан, от Габрово Колчо Пенчов, а от Трявна – Цаню Райков.
Митрополит Атанасий неочаквано се самоубива, като се удавя на 23 или 24 август 1848 година в кладенеца в двора на митрополията и Патриаршията връща на престола в Търново Неофит.